# Параллельная парковка

Параллельная парковка

Параллельная парковка (боковая) — метод парковки транспортного средства в одну линию с другими припаркованными машинами.
Упражнения на параллельную парковку в автогородке часто вызывают трудности на экзамене: оказываются сбиты 1 или несколько стоек (конусов), часть машины «выглядывает» за линию слева, зеркало свисает над линией слева.

## Методы
Параллельная парковка считается одним из самых сложных навыков для начинающих водителей и находится в обязательной части большинства дорожных тестов. Параллельная парковка позволяет водителю припарковать транспортное средство на меньшем пространстве, чем это было бы для передней парковки. Движение вперед на парковочное место на обочине дороги обычно невозможно, если два последовательных парковочных места заняты. Поворот на место с помощью техники параллельной парковки позволяет использовать одно пустое место, не намного длиннее, чем сам автомобиль (для завершения парковки в течение трех оборотов колеса парковочное место, как правило, должно составлять около полутора длины машины).
Новые водители учатся использовать контрольные точки для выравнивания по отношению к автомобилю перед свободным пространством, для определения правильного угла поворота назад и для определения момента поворота рулевого колеса при движении задним ходом. Возможно, им будет легче ненадолго остановиться в каждой контрольной точке и перейти к следующему шагу.